# Чемпіонат Польщі з хокею 1961—1962
Чемпіонат Польщі з хокею 1962 — 27-ий чемпіонат Польщі з хокею, чемпіоном став клуб Гурник (Катовіце).

## Підсумкова таблиця
| М  | Команда               | І  | Ш       | О  |
| -- | --------------------- | -- | ------- | -- |
| 1. | Гурник (Катовіце)     | 30 | 162:74  | 49 |
| 2. | Легія Варшава         | 30 | 178:75  | 44 |
| 3. | Подгале (Новий Тарг)  | 30 | 111:110 | 32 |
| 4. | Баїлдон (Катовіце)    | 30 | 128:139 | 25 |
| 5. | «Поморжанін» (Торунь) | 30 | 99:173  | 17 |
| 6. | Полонія (Бидгощ)      | 30 | 89:196  | 13 |

## ІІ Ліга
Переможцем другой ліги став клуб Напшуд Янув.